# Der Sanfte mit den schnellen Beinen
Der Sanfte mit den schnellen Beinen ist eine französische Filmkomödie von Gérard Oury aus dem Jahr 1978.

## Handlung
Mai 1968: Jean-Philippe Duroc arbeitet als Anwalt in Paris. Er lebt mit seinem Vater Marcel zusammen, den er jedoch für eine Woche zu Verwandten nach Auxerre bringt. Anschließend begibt er sich zum Gefängnis in Lyon, wo er seinen Klienten Martial Gaulard aufsucht. Der wurde wegen angeblichen Mordes zum Tode verurteilt. Zwar muss Jean-Philippe ihm mitteilen, dass seine Revision abgelehnt wurde, stellt ihm jedoch in Aussicht, sich mit einem Gnadengesuch an Charles de Gaulle wenden zu wollen. Kurz darauf bricht im Gefängnis von Lyon eine Gefangenenrevolte aus, Martial wird befreit, stiehlt dem niedergeschlagenen Jean-Philippe seinen Anzug und flieht in dessen Wagen. Jean-Philippe landet über Umwege und in Unterhosen außerhalb der Gefängnismauern und schließlich auf dem Beifahrersitz seines Wagens. Kurz darauf hört er im Radio, dass er als Anstifter der Gefängnisrevolte gilt und nur das Ziel hatte, seinen Klienten Martial zu befreien.
Mit Martial flieht er per LKW, zu Fuß, per Boot und schließlich per Lieferwagen, den sie auf einer Farm gestohlen haben. Da ihnen das Benzin ausgeht, inszenieren sie einen Unfall und mit etwas Tomatensoße einen schwerverletzten Jean-Philippe. Der Plan, den ersten stoppenden Autofahrer niederzuschlagen und mit seinem Auto weiterzufahren, geht jedoch nicht auf, weil Jean-Philippe von einem Polizeibus gefunden wird. Martial stößt zufällig auf das neureiche Ehepaar Panivaux, das mit seinem Rolls-Royce und zahlreichen unversteuerten Luxusgütern auf dem Weg über die Grenze unterwegs ist. Im Wagen lagern Goldbarren und mehrere Millionen alte Francs. Martial stiehlt den Wagen und kann Jean-Philippe in Dijon ausfindig machen. Er sollte zwar ins dortige Krankenhaus eingeliefert werden, geriet jedoch mit der Polizei in die dortigen Studentenproteste. Martial und Jean-Philippe fahren nach Auxerre, wo sie Marcel abholen. Weil der Wagen kaum Sprit im Tank hat, wollen alle drei mit dem Zug nach Paris zurückfahren, doch wird gestreikt. Sie übernachten in Auxerre, wie auch die Panivaux’ wegen des Streiks in dem Ort gestrandet sind. Sie sehen nun immer öfter ihren Wagen wieder, ohne ihn jedoch einholen zu können. Zudem geraten sie in einen Banküberfall Martials, in dem sie unter anderem Schmuck verlieren, den sie aus dem Wagen hatten retten können. Über das Autotelefon geraten die Panivaux’ und Jean-Philippe in Kontakt miteinander. Gisèle und Jacques Panivaux sind einverstanden, ihren eigenen Wagen für 200.000 neue Francs zurückzukaufen. Beide Gruppen verabredet sich in Paris.
In Paris versucht Jean-Philippe zunächst, den Termin bei Charles de Gaulle einzuhalten, verspätet sich jedoch. Die Gruppe folgt ihm zum Flughafen, wo Jean-Philippe den General zufällig in der Herrentoilette trifft, ihm Martials Fall vorstellt und schließlich eine Unterschrift auf dem Begnadigungsschreiben erhält. Nach seiner Rückkehr ist Martial jedoch bereits verschwunden. Er stiehlt Gisèle Panivaux das Lösegeld für den Wagen und macht sich anschließend auf dem Weg ins Quartier Latin, wo seine große Liebe Bach-Yen gerade an den Barrikadenkämpfen gegen die Polizei beteiligt ist. Auch Jean-Philippe kommt mit Marcel und Rolls-Royce dazu, will er Martial doch von der Begnadigung berichten, die für ihn nur eine Gefängnisstrafe bedeuten würde. Zufällig gerät Jean-Philippe in eine Fernsehübertragung und wird von der Polizei als Flüchtiger erkannt und festgenommen. Der Rolls-Royce wird von den wütenden Protestlern angezündet, als die Panivaux’ ihn gerade wiedergefunden haben. Die Millionen gehen in Flammen auf. Marcel appelliert wiederum an Martials Gewissen, der ja laut eigener Aussage ebenfalls zu Unrecht im Gefängnis gesessen hat und nun Jean-Philippe an seiner Stelle büßen lässt. Martial stellt sich, unterzeichnet eine Erklärung, nach der Jean-Philippe lediglich seine Geisel war, und flüchtet anschließend aus dem Fenster. Auf der Straße wartet bereits Bach-Yen auf einem Motorrad und beide fliehen, finden jedoch noch Zeit, dem in die Seine gefallenen Jean-Philippe einen Rettungsreifen zuzuwerfen. Der wünscht ihnen viel Glück für ihre weitere Flucht.

## Produktion
Der Sanfte mit den schnellen Beinen wurde unter anderem in Paris, Auxerre und Lyon gedreht. Die Kostüme schuf Tanine Autré, die Filmbauten stammen von Jean André. Das immer wieder zu hörende Lied im Film ist Because it’s May von The Sunset Brothers. Hintergrund des Films sind die teilweise radikalen Studentenproteste in Frankreich, die im Mai 1968 ihren Höhepunkt erreichten.
Der Film kam am 11. Oktober 1978 in die französischen Kinos und lief am 2. Februar 1979 auch in den bundesdeutschen Kinos an. Das ZDF sendete den Film am 16. Februar 1985 im deutschen Fernsehen. Im August 2004 erschien Der Sanfte mit den schnellen Beinen auf DVD.

## Synchronisation
| Rolle               | Darsteller         | Synchronsprecher  |
| ------------------- | ------------------ | ----------------- |
| Jean-Philippe Duroc | Pierre Richard     | Harry Wüstenhagen |
| Martial Gaulard     | Victor Lanoux      | Edgar Ott         |
| Marcel Duroc        | Raymond Bussières  | Wolfgang Lukschy  |
| Jacques Panivaux    | Jean-Pierre Darras | Klaus Miedel      |
| Kommissar Rocheteau | Jacques Frantz     | Arne Elsholtz     |
| Gustave             | Claude Brosset     | Michael Chevalier |

## Kritik
Das Lexikon des internationalen Films nannte Der Sanfte mit den schnellen Beinen eine Komödie, „die wenigstens streckenweise Witz, Tempo und Situationskomik besitzt“. „Als Schussel vom Dienst stolpert Pierre Richard durch diverse Fettnäpfchen“, fasste Cinema zusammen.